# Bibliographie du projet de la Baie-James
Cette bibliographie sur le projet de la Baie-James présente une liste non exhaustive de sources bibliographiques regroupée selon les différentes thématiques qui sont reliés au projet de la Baie-James. À l'intérieur de chacune des thématiques, les ouvrages sont répertoriés selon les types de supports.

## Région de la Baie-James
- Roxane Fraser, Baie James, le guide touristique, Montréal, VLB Éditeur, 1995, 204 p. (ISBN 2-89005-612-0)
- François Huot et Jean Désy, La Baie-James des uns et des autres. Eeyou Istchee, Québec, Les Productions FH, 2009, 303 p. (ISBN 978-2-9811250-0-2).
- Jean-Claude Jay-Rayon, Le dossier Baie James, Montréal, Leméac, coll. « Dossiers », 1973, 187 p. (OCLC 898709)
- Société d'énergie de la Baie James, Connaissance du milieu des territoires de la Baie James et du Nouveau-Québec, Montréal, Société d'énergie de la Baie James, 1978, 297 p. (OCLC 15895755).
- Pierre Turgeon, La Radissonie, le pays de la baie James, Montréal, Libre expression, 1992, 191 p. (ISBN 2-89111-502-3).

## Construction du complexe La Grande
- Daniel Étienne Laby, Baie James, route d'accès, Laval, Québec, Desjardins, Sauriol et associés, 1972, 91 p. (OCLC 49140359)
- Roger Lacasse, Baie James, une épopée, Montréal, Libre Expression, 1983, 653 p. (ISBN 2-89111-109-5).
- Québec, Rapport de la Commission d'enquête sur l'exercice de la liberté syndicale dans l'industrie de la construction, Québec, Éditeur officiel du Québec, 1975, 355 p. (ISBN 0-7754-2224-X)
- Société d'énergie de la Baie James, Le complexe hydroélectrique de la Grande Rivière : réalisation de la première phase, Montréal, Société d'énergie de la Baie James / Éditions de la Chenelière, 1987, 496 p. (ISBN 2-89310-010-4).
- Société d'énergie de la Baie James, Chapeau La Grande 2A, Montréal, Société d'énergie de la Baie James, 1991, 20 p. (ISBN 2-550-22425-6)
- Société d'énergie de la Baie James, Le complexe hydroélectrique de la Grande Rivière : réalisation de la deuxième phase, Montréal, Société d'énergie de la Baie James, 1996, 427 p. (ISBN 2-921077-27-2).
- (en) James F. Hornig (dir.), Social and Environmental Impacts of the James Bay Hydroelectric Project, Montréal, McGill-Queen's University Press, coll. « McGill-Queens Native and northern series » (no 18), 1999, 169 p. (ISBN 0-7735-1837-1, présentation en ligne).
- (en) Sean McCutcheon, Electric Rivers : The Story of the James Bay Project, Montreal / New York, Black Rose Books, 1991, 194 p. (ISBN 1-895431-18-2)

## Acteurs politiques
- Robert Bourassa, La Baie James, Montréal, Éditions du Jour, 1973, 139 p.
- Robert Bourassa, Deux fois la Baie James, Montréal, Éditions La Presse, 1981, 157 p. (ISBN 2-89043-068-5)
- Robert Bourassa, L'énergie du Nord : La force du Québec, Montréal, Libre Expression, 1985, 259 p. (ISBN 2-89037-252-9).
- Charles Denis, Robert Bourassa : la passion de la politique, vol. 1 : La passion de la politique, Montréal, Fides, 2006, 428 p. (ISBN 978-2-7621-2160-5, présentation en ligne)
- Louis Fournier, Louis Laberge : le syndicalisme, c'est ma vie, Montréal, Québec / Amérique, 1992, 418 p. (ISBN 2-89037-565-X)

## Question autochtone
- Convention de la Baie-James et du Nord québécois et conventions complémentaires (édition 1998), Sainte-Foy, Les Publications du Québec, 1998, 754 p. (ISBN 2-551-17981-5, lire en ligne [PDF])
- Albert Malouf (préf. André Gagnon), La Baie James indienne : Texte intégral du jugement du juge Albert Malouf, Montréal, Éditions du Jour, 1973, 211 p.
- Alain-G. Gagnon et Guy Rocher (dir.), Regard sur la Convention de la Baie-James et du Nord québécois, Montréal, Québec Amérique, 2002, 302 p. (ISBN 2-7644-0155-8)
- Jean-Jacques Simard, Tendances nordiques, les changements sociaux 1970-1990 chez les Cris et les Inuits du Québec, Québec, Université Laval, 1996 (ISBN 2-921438-12-7).

### Langues autochtones
- Joseph Etienne Guinard (o.m.i.), Les noms indiens de mon pays : leur signification, leur histoire, Montréal, Rayonnement, 1960, 197 p. (OCLC 299730139).
- Louis-Philippe Vaillancourt (o.m.i.), Dictionnaire français-cri : Dialecte québécois, Presses de lʼUniversité du Québec, coll. « Tekouerimat » (no 10), 1992 (réimpr. 2001), 492 p. (ISBN 2-7605-0708-4).

### Articles
- (en) Caroline Desbiens, « Producing North and South : a political geography of hydro development in Quebec », The Canadian Geographer/Le Géographe canadien, vol. 48, no 2,‎ 2004, p. 101-118 (lire en ligne)
- Guy Mercier et Gilles Ritchot, « La Baie James : les dessous d'une rencontre que la bureaucratie n'avait pas prévue », Les Cahiers de géographie du Québec, no 113,‎ septembre 1997, p. 137-169 (ISSN 0007-9766, lire en ligne)

## Impacts environnementaux

### Ouvrages
- Gaëtan Hayeur, Synthèse des connaissances environnementales acquises en milieu nordique 1970-2000, Montréal, Hydro-Québec, 2001, 110 p. (ISBN 2-550-36963-7, présentation en ligne, lire en ligne [PDF])
- Société d'énergie de la Baie James, Le Défi environnement au complexe hydroélectrique de La Grande Rivière, Montréal, Société d'énergie de la Baie James, 1987, 199 p. (ISBN 2-550-16812-7).
- Serge Payette et Line Rochefort, Écologie des tourbières du Québec-Labrador, Québec, Presses de lʼUniversité Laval, 2001, 621 p. (ISBN 2-7637-7773-2, lire en ligne).
- Hydro-Québec, 16. La noyade des 9604 caribous : Le complexe hydroélectrique La Grande, Montréal, Hydro-Québec, 1993, 6 p. (lire en ligne)
- (en) James F. Hornig (dir.), Social and Environmental Impacts of the James Bay Hydroelectric Project, Montréal, McGill-Queen's University Press, 1999, 169 p. (ISBN 0-7735-1837-1, présentation en ligne)
- (en) Alain Tremblay, Louis Varfalvy, Charlotte Roehm et Michel Garneau, Greenhouse Gas Emissions : Fluxes and Processes, Springer, 2005, 732 p. (ISBN 3-540-23455-1, présentation en ligne)

### Articles
- Pierre Dumas, « La maîtrise d'une nouvelle dimension: l'environnement », Forces, Montréal, no 48,‎ 3e trimestre 1979, p. 76-85
- (en) F. Messier, J. Huot, D. Le Henaff et S. Luttich, « Demography of the George River Caribou Herd: Evidence of Popilation Regulation by Forage Exploitation and Range Expansion », Arctic, vol. 41, no 4,‎ décembre 1988, p. 279-287 (lire en ligne)
- (en) Alain Tremblay, Julie Bastien, Marie-Claude Bonneville, Paul del Giorgio, Maud Demarty, Michelle Garneau, Jean-Francois Hélie, Luc Pelletier et Yves Prairie, « Net Greenhouse Gas Emissions at Eastmain 1 Reservoir, Quebec, Canada », Congrès mondial de l'énergie, Montréal,‎ 12–16 septembre 2010 (lire en ligne, consulté le 10 mai 2011)

## Histoire générale
- Paul-André Linteau, Histoire du Québec contemporain : Volume 2 : Le Québec depuis 1930, Montréal, Boréal, coll. « Boréal Compact », 1989, 834 p. (ISBN 2-89052-298-9)
- Camille Laverdière, Albert Peter Low, le découvreur du Nouveau-Québec, Montréal, XYZ Éditeur, coll. « Les grandes figures » (no 38), 2003, 157 p. (ISBN 2-89261-382-5).
- (en) Moira T. McCaffrey, Lithic analysis and the interpretation of two prehistoric sites from the Caniapiscau region of Nouveau Québec, Montréal, Université McGill, mars 1983, 170 p. (lire en ligne).
- Réjean Girard (sous la direction de), Histoire du Nord-du-Québec, Québec, Presses de l'Université Laval, 2012, 554 p.  (ISBN 978-2-7637-9581-2)

### Histoire d'Hydro-Québec
- Yves Bélanger et Robert Comeau (dir.), Hydro-Québec : Autres temps, autres défis, Sainte-Foy, Presses de l'Université du Québec, 1995, 352 p. (ISBN 2-7605-0809-9).
- Claude Bellavance, Shawinigan Water and Power, 1898-1963 : formation et déclin d'un groupe industriel au Québec, Montréal, Boréal, 1994, 446 p. (ISBN 2-89052-586-4).
- André Bolduc, Du génie au pouvoir : Robert A. Boyd, à la gouverne d'Hydro-Québec aux années glorieuses, Montréal, Libre Expression, 2000, 259 p. (ISBN 2-89111-829-4).
- André Bolduc, Clarence Hogue et Daniel Larouche, Hydro-Québec, l'héritage d'un siècle d'électricité, Montréal, Libre Expression / Forces, 1989, 3e éd. (1re éd. 1979), 341 p. (ISBN 2-89111-388-8)
- Jean Louis Fleury, Les coureurs de lignes : L'histoire du transport de l'électricité au Québec, Montréal, Stanké, 1999, 507 p. (ISBN 2-7604-0552-4)
- Taïeb Hafsi et Christiane Demers, Le changement radical dans les organisations complexes : le cas d'Hydro-Québec, Boucherville, Gaétan Morin, 1989, 310 p. (ISBN 2-89105-325-7)
- Clarence Hogue, André Bolduc et Daniel Larouche, Québec : un siècle d'électricité, Montréal, Libre Expression, 1979, 405 p. (ISBN 2-89111-022-6).
- André Bolduc, Clarence Hogue et Daniel Larouche, Hydro-Québec, l'héritage d'un siècle d'électricité, Montréal, Libre Expression / Forces, 1989, 3e éd. (1re éd. 1979), 341 p. (ISBN 2-89111-388-8).
- Richard Royer, « Recherche, innovation et technologies : l'apport d'Hydro-Québec », dans Yves Bélanger et Robert Comeau (dir.), Hydro-Québec : Autres temps, autres défis, Sainte-Foy, Presses de l'Université du Québec, 1995 (ISBN 2-7605-0809-9), p. 167-175

## Autres projets dans la région de la Baie-James
- Hydro-Québec, Baie-James, Nottaway-Broadback-Rupert et Eastmain, description sommaire, Montréal, Hydro-Québec, mai 1972
- Hydro-Québec, Complexe NBR,, Montréal, Hydro-Québec, 1990
- Hydro-Québec Production, Centrale de l’Eastmain-1-A et dérivation Rupert : Étude d’impact sur l’environnement, Chapitres 1 à 9, vol. 1, Montréal, Hydro-Québec, décembre 2004 (lire en ligne [PDF])
- Hydro-Québec, Rapport annuel 2011, Montréal, Hydro-Québec, 2012 (ISBN 978-2-550-63870-4, lire en ligne)
- Hydro-Québec TransÉnergie. Installations de transport d'énergie au Québec [carte], 1:1 500 000, août 2006, PDF [lire en ligne (page consultée le 21 juin 2011)].
- Hydro-Québec Production, Centrale de l’Eastmain-1-A et dérivation Rupert : Étude d’impact sur l’environnement, Chapitres 1 à 9, vol. 1, Montréal, Hydro-Québec, décembre 2004 (lire en ligne [PDF])

## Documents complémentaires

### Ouvrages
- A. W. F. Banfield, Les mammifères du Canada, Québec, Presses de lʼUniversité Laval, 1977, 2e éd., 406 p. (ISBN 0-7746-6699-4).
- (en) Jean-Étienne Klimpt (dir.) et al., Hydropower and the Environment : Present context and guidelines for future action, vol. 2 : Main Report, Paris, Agence internationale de l’énergie, mai 2000, 172 p. (lire en ligne).
- Michel Hocq (dir.), Ministère des Ressources naturelles, Géologie du Québec, Québec, Publications du Québec, 1994, 154 p. (ISBN 2-551-13934-1)
- Québec, L'Énergie pour construire le Québec de demain. La stratégie énergétique du Québec 2006-2015, Québec, Ministère des ressources naturelles et de la Faune, 2006, 119 p. (ISBN 2-550-36963-7, présentation en ligne, lire en ligne [PDF])

### Articles
- Laurent Astrade, « La gestion des barrages-réservoirs au Québec : exemples dʼenjeux environnementaux », Annales de géographie, vol. 107, no -604,‎ 1998, p. 590-609 (DOI 10.3406/geo.1998.20878, lire en ligne).
- Jacques Rousseau, « Les problèmes de conservation de l’Ungava et du Labrador », Comptes-rendus de l’Association Canadienne de Conservation,‎ 1952 pages=51-79 (lire en ligne)